# Tragulus
Tragulus är ett släkte av däggdjur som ingår i familjen mushjortar.

## Taxonomi
Kladogram enligt Catalogue of Life:
| Tragulus | \| \| Mindre mushjort (Tragulus javanicus) \| \| \| \| \| \| Större mushjort (Tragulus napu) \| \| \| \| |
|          | \| \| Mindre mushjort (Tragulus javanicus) \| \| \| \| \| \| Större mushjort (Tragulus napu) \| \| \| \| |
|          | Hyemoschus                                                                                               |
|          | |
|          | Moschiola                                                                                                |
|          | |
|          | Mindre mushjort (Tragulus javanicus)                                                                     |
|          | |
|          | Större mushjort (Tragulus napu)                                                                          |
|          | |

|  | Mindre mushjort (Tragulus javanicus) |
|  |                                      |
|  | Större mushjort (Tragulus napu)      |
|  |                                      |

Wilson & Reeder (2005) och IUCN listar ytterligare fyra arter i släktet: Tragulus kanchil, Tragulus nigricans, Tragulus versicolor och Tragulus williamsoni. De betraktades tidigare som underarter eller populationer av mindre eller större mushjort.

## Beskrivning
Dessa mushjortar förekommer i Sydostasien från norra Vietnam, Laos och södra Myanmar över Malackahalvön till Sumatra, Borneo, Filippinerna och Java. De hittas även på flera mindre öar i samma region. I äldre zoologiska avhandlingar nämns att släktet når södra Kina (Yunnan) men enligt Internationella naturvårdsunionen behöver dessa uppgifter bekräftelse av nya studier.
Med en kroppslängd (huvud och bål) av 40 till 75 cm och en svanslängd av 3 till 13 cm är arterna minst av alla partåiga hovdjur. De når en mankhöjd av 20 till 30 cm och en vikt av 0,7 till 0,8 kg. Pälsens färg på ovansidan är främst brun med skuggor av svart, grå, orange eller silver. På buken är pälsen vitaktig. Dessa mushjortar saknar horn och har istället ganska stora hörntänder. Hos hannar syns de övre hörntänder ibland utanför munnen.
Individerna är aktiva på natten. Under dagen vilar de i bergssprickor, i håligheter under träd eller i den täta vegetationen. Utanför parningstiden lever varje individ ensam. Födan utgörs av växtdelar som hittas på marken som gräs, löv, bär och nedfallna frukter.
Parningstiden är beroende på art och utbredningsområde och i vissa regioner kan honor para sig flera gånger per år. Hannar strider om rätten att para sig med hjälp av sina hörntänder. En framgångsrik hanne markerar sitt revir med körtelvätska. Efter dräktigheten som varar 140 till 177 dagar föder honan ett eller sällan två ungdjur. Ungarna kan redan efter en halv timme följa modern på egna ben. Enligt uppskattningar blir ungar efter fem månader könsmogna. Med människans vård blir individerna något över 16 år gamla.
Dessa mushjortar har ganska många naturliga fiender. Tragulus nigricans som är endemisk för två mindre filippinska öar listas av IUCN som starkt hotad (EN). På grund av oklarheter angående deras taxonomiska status listas tre arter med kunskapsbrist (DD). Bara större mushjort (Tragulus napu) och Tragulus kanchil klassificeras som livskraftig (LC).